# Фадєєнко Галина Дмитрівна
Фадєєнко Галина Дмитрівна (нар. 22 червня 1951, Харків, УРСР, СРСР) — український лікар, терапевт, гастроентеролог, науковець, викладач, громадський діяч. Доктор медичних наук (1999), професор (2003), член-кореспондент Національної академії медичних наук України (2021).

## Життєпис
Закінчила з відзнакою Харківський медичний інститут у 1974 році за фахом «лікарська справа». Після закінчення інституту працювала дільничним лікарем-терапевтом, лікарем медико-санитарної частини. З 1980 року працює в Інституті терапії, у 1989—2001 рр. — завідувачка відділенням гастроентерології Інституту. Кандидат медичних наук (1993). Провідний науковий співробітник відділення гастроентерології інституту терапії АМН України (03.2001 — 12.2003).Заступник директора з наукової роботи ДУ «Інститут терапії ім. Л. Т. Малої АМН України» (12.2003 — 04.2013). Керівник відділу вивчення захворювань органів травлення та їх коморбідності з неінфекційними захворюваннями ДУ «Національний інститут терапії імені Л. Т. Малої Національної академії медичних наук України» . З 04.2013 —по теперішній час є директором Державної установи «Національний інститут терапії імені Л. Т. Малої Національної академії медичних наук України». У 2014 році заснувала «Асоціацію профілактичної медицини».

## Науковий доробок
Учень академіка Любові Малої, засновника Інституту терапії. Автор 47 монографій, посібників та підручників з актуальних питань терапії, і понад 650 наукових праць та 35 свідоцтв на право інтелектуальної власності. Створила наукову терапевтичну школу, що здобула авторитет в Україні і за її межами, підготувала 13 кандидатів медичних наук та 2 докторів медичних наук.
Стала ініціаторкою розвитку в Україні профілактики неінфекційних хвороб, яка є пріоритетним, для держави, напрямком внутрішньої медицини. Для ранньої діагностики найрозповсюдженіших неінфекційних захворювань створюються та впроваджуються програми з індивідуальної та особистої профілактики. Для попередження розвитку ускладнень застосовуються диференційовані профілактичні заходи на результатами первинного обстеження пацієнтів з коморбідною патологією терапевтичного профілю.
Стала ініціаторкою створення та проведення виїзних засідань, в регіонах країни, терапевтичної школи академіка Л. Т. Малої для популяризації розвитку профілактичного напрямку в медицині.

## Наукові інтереси
- вивчення епідеміології основних хронічних  НІЗ і їх чинників ризику в Харківському регіоні,
- питання терапії ожиріння при захворюваннях внутрішніх органів,
- симптомокомплекс гепатомегалії в терапії,
- порушенням ліпідного обміну і питанням його корекції при патології печінки, метаболічному синдрому,
- ролі гормонів епіфізу, насамперед мелатоніну, при захворюваннях шлунково-кишкового тракту і внутрішніх органів, ролі генетичних чинників при патології печінки,
- чинники ризику розвитку серцево-судинної патології

- вивчення кислотозалежних захворювань,
- функціональних розладів органів травлення,
- ролі органів травлення у формуванні хибного кола при надмірній масі тіла, залізодефіцитній анемії при патології шлунково-кишкового тракту.

## Основнінаукові праці
- Бабак О. Я., Фадеенко Г. Д.   Фармакотерапия пептических язв желудка и двенадцатиперстной кишки. Харьков: Основа,1997. 240 с. ISBN 5-7768-0315-2;
- Бабак О. Я., Фадеенко Г. Д.   Гастроэзофагеальная рефлюксная болезнь. Киев: Интерфарма, 2000. 175 с. ISBN 978-617-7100-11-8;
- Рациональная диагностика и фармакотерапия заболеваний органов пищеварения: справочник  врача  / под ред. О. Я. Бабака, Н. В. Харченко;
- Бабак О. Я., Губергриц Н. Б., Фадеенко Г. Д. и др. 3-е изд., перераб. и доп. К.: ООО «Доктор-Медиа», 2010. 354 с. (Серия VADEMECUM Доктор Гастроэнтерология  Библиотека «Здоров'я України»). ISBN 978-966-2165-16-6;
- Неотложные состояния в практике врача-терапевта: справочник врача / Фадеенко Г. Д., Гриднев А. Е., Топчий И. И. и др.; под ред. О. Я.  Бабака.  Киев: ООО «Доктор-Медиа», 2012. 276 с. ISBN 978-966-2165-49-4;
- Алкогольная болезнь органов пищеварения: клинические очерки / [ Н. В. Харченко, О. Я. Бабак, Г. Д. Фадеенко] ; под ред. Н. Б. Губергриц, Н. В. Харченко. Киев: Новий друк, 2009. 180 с. ISBN 978-966-96737-2-5;
- Emergency Management of Internal Diseases / О. Я. Бабак, О. М. Біловол, О. Б. Тверетінов, Г. Д. Фадєєнко та інш. Kyiv: AUS Medicine Publiushing, 2010. 448 с. ISBN 978-617-505-110-8[5]
- Артериальная гипертензия: патогенез метаболических нарушений и терапевтическая стратегия / под ред. О. Я. Бабака, Г. Д. Фадеенко, В. В. Мясоедова. Харьков: Раритеты Украины, 2011. 252 с. ISBN 978-966-2408-37-9;
- Гепатопротекторы: от теории до практики: пособие для врачей /  Н. Б. Губергриц, Г. Д. Фадеенко, Г. М. Лукашевич, П. Г. Фоменко. Донецк: Лебедь, 2012. 156 с. ISBN 978-617-508-478-X;
- Гипертоническая болезнь и ожирение / А. Н. Беловол, В. В. Школьник, Г. Д. Фадеенко, А. Б. Тверетинов. Тернополь: ТГМУ «Укрмедкнига», 2013. 344 с.
- ISBN 978-966-673-205-0;
- Фадеенко Г. Д., Гриднев А. Е.   Гастроэзофагеальная рефлюксная болезнь: пищеводные, внепищеводные проявления и коморбидность / под ред. акад. А. Н. Беловола. К.: Библиотека «Здоровье Украины», 2014. 376 с.;
- Лабораторные тесты в клинической практике: выбор и интерпретация: справочник врача / Под ред. проф. Г. Д. Фадеенко, проф. В. В. Мясоедова. Киев: ООО "Библиотека «Здоровье Украины», 2015. 202 с. ISBN 978-617-7100-17-0;
- Профілактика неінфекційних захворювань / за ред. О. М. Біловола, Г. Д. Фадєєнко. К.: ТОВ "Бібліотека «Здоров'я України», 2016. 456 с. ISBN 978-617-7100-28-6;
- Кардиология в таблицах и схемах: практикум врача / под ред. Г. Д. Фадеенко. Киев: ООО «Доктор-Медиа-Групп», 2016. 138 с. ISBN 978-966-97468-2-5;
- Гастроэнтерология в таблицах и схемах: практикум врача/ под ред. Г. Д. Фадеенко. Киев: ООО «Доктор-Медиа-Групп», 2016. 152 с. ISBN 978-966-97468-3-2;
- Гастроэнтерологія: підручник у 2-х томах / за ред. Н. В. Харченко, О. Я. Бабака.  2-е вид., перероб., доп.  Кіровоград: Поліум, 2016.  Т.1.  448 с.: іл., табл. ISBN 978-966-8559-55-6 (І том);
- Гастроентерологія: підручник у 2-х томах / за ред. Н. В. Харченко, О. Я. Бабака. 2-е вид., перероб., доп. Кіровоград: Поліум, 2017.  Т.2. 432 с.: іл., табл. ISBN 978-966-8559-55-6 (ІІ том);
- Диагностика и лечение заболеваний внутренних органов: в 2-х т. / под ред. А. Н. Беловола, Г. Д. Фадеенко. 5-е изд., доп., перераб.  Киев: ООО Библиотека      «Здоровье  Украины», 2018. ISBN 978-617-7100-39-2;
- Коморбідність неінфекційних захворювань: керівництво для лікарів   / Гріднев О. Є., Запровальна О. Є., Ісаєва Г. С., Коваль С. М., Колеснікова О. В., …, Фадєєнко Г. Д. та ін.  Харків: ТОВ «Дім Реклами», 2020. 212 с.

## Громадська діяльність
Голова Громадської організації «Українська асоціація профілактичної медицини» (2014) за її підтримки в Харкові створена й успішно діє громадська асоціація «Молоді вчені і спеціалісти Інститутів НАМН України».
Головний редактор фахових наукових видань «Український терапевтичний журнал» та «Сучасна гастроентерологія», член редакційної  ради журналу «Ліки України»
Багаторічний член Товариств терапевтів та гастроентерологів, фундатор створення гастроентерологічної служби в Харківському регіоні. Професор Г. Д. Фадєєнко є членом Президії правління Асоціації гастроентерологів України, секретарем Українського відділення Всесвітньої асоціації гастроентерологів, членом Президії Правління Української асоціації гастроентерологів, Головою Харківського товариства гастроентерологів Харківського медичного товариства, членом Правління Українського товариства  терапевтів.
Депутат Харківської обласної ради VIII скликання. Член комісії  з питань охорони здоров'я, материнства і дитинства.

## Нагороди
- Грамота Верховної Ради України за заслуги перед українським народом (2013 р.);
- Почесний знак «За розвиток соціального партнерства» Федерації професійних спілок України (2015 р.);
- Подяка обласного комітету Харківської обласної організації профспілки працівників охорони здоров'я України (2015 р.);
- Почесні грамоти та дипломи Президії НАМН України за кращі науково-дослідницькі роботи (2013, 2014, 2015);
- Подяка Харківського міського Голови (2016)
- «Знак пошани  Національної академії медичних наук України» (2016)
- Медаль «Трудова слава» ІІ ступеню (2016);
- Орден Преподобного Агапіта Печерського (2018).